# نوپسرها کوادریوکولاتا
نوپسرها کوادریوکولاتا یک گونه سوسک از خانوادهٔ سوسک‌های شاخک‌دراز است. تونبرگ در سال ۱۷۸۷ این گونه را توصیف و بررسی کرد که در ابتدا ساپِردا نامگذاری شده بود. این گونه در کشورهای لائوس، اندونزی، چین و ویتنام یافت شده است.

## انواع
- Nupserha quadrioculata var. notaticeps Pic, 1926
- Nupserha quadrioculata var. corrugata Gressitt, 1940